# سد مجاز البقر
سد مجاز البقر (بالفرنسية: Medjez El Bgar) الواقع ببلدية عين مخلوف 56 كلم غرب ولاية قالمة بمبلغ قدره 6ر69 مليون دج ارتفعت طاقة استيعابه من 2.5 مليون متر مكعب إلى 10 ملايين متر مكعب و تم الترخيص باستغلال الثروة السمكية المتوفرة بسد مجاز بقر ببلدية عين مخلوف وهي أول رخصة تمنح على مستوى هذه المنشأة المائية حسبما علم اليوم الخميس لدى مديرية الصيد البحري والموارد الصيدية سد مجاز بقر مستعمل في ري ما يزيد عن 300 هكتار من الأراضي الفلاحية يتوفر على ثروة سمكية معتبرة لافتا إلى أن أهم أنواع السمك المتوفرة به تتمثل في سمك الباربو المتواجد طبيعيا بالموقع وكذا سمك الشبوط الصيني بفضل عملية الاستزراع التي تمت سنة 2001 .

## الثروة السمكية
تم استزراع بسد مجاز بقر ببلدية عين مخلوف 150 ألف بلعوط أي وحدة من صغار سمك الشبوط الفضي ، هذه عملية الاستزراع الأخيرة على مستوى هذا السد الصغير تعد الثانية بعد عملية أولى تمت سنة 2001 وقد تم مؤخرا منح أول رخصة لمستثمر خاص لممارسة نشاط الصيد القاري واستغلال المخزون السمكي على مستوى هذا الموقع المائي، وهذا سد مستغل في سقي ما يزيد عن 300 هكتار من الأراضي الفلاحية يتوفر على ثروة سمكية معتبرة في صنفي سمك الشبوط الصيني المستزرع و “الباربو” المتواجد طبيعيا ما جعله يعرف إقبالا كبيرا من طرف الصيادين الهواة من داخل وخارج ولاية قالمة.

## عمليات تخريب
سد مجاز بقر تعرض لتخريب من طرف مجهولين و حطموا التجهيزات و استولوا على قطع منها و خربوا المنشآت القاعدية للسد بينها محطة الضخ و تجهيزات كهربائية و قنوات ضخ مياه السقي و غيرها من المنشآت الأخرى التي كلفت مبالغ مالية كبيرة و من الصعب تعويضها في ظل الأزمة الاقتصادية التي تمر بها البلاد بعد انهيار أسعار النفط بالأسواق الدولية.